# Mozzarella Stories
Mozzarella Stories è un film del 2011 diretto da Edoardo De Angelis.
È stato presentato in concorso alla 35ª edizione del São Paulo International Film Festival e ha ricevuto una nomination per la miglior scenografia ai Nastri d'argento.

## Trama
Ciccio Dop, signore assoluto di un impero di bufale e mozzarelle, di fronte al rischio imminente di finire rovinato, scatena una serie di eventi con i quali dovranno fare i conti sua figlia Sofia, una donna affascinante e carismatica, il cantante confidenziale Angelo Tatangelo, la generosa Autilia "Jazz - Mood" e un misteriosamente silenzioso ex campione di pallanuoto.
All'orizzonte si stagliano le complicate pretese dell'inquietante Mastu Pascale (Mimmo Borrelli), la violenza letale di Gravinio e la follia melodrammatica di Gigino 'a Purpetta.
Nel momento più difficile, però, un lucido ragioniere offre una serie di ottimi consigli.

## Produzione
Il film è prodotto da Bavaria Media Italia, Eagle Pictures e CSC Production con la collaborazione di Cinecitta Studios, di Sharoncinema Production e con il supporto del Ministero per i Beni e le Attività Culturali. Emir Kusturica e Paula Vaccaro sono executive producer.
Le riprese del film sono iniziate a luglio 2010, per una durata di 7 settimane, a Caserta, e negli stabilimenti del caseificio Bellopede & Golino a Marcianise. Alcune scene sono state girate all'interno di Palazzo Tartaglione a Marcianise in via G. Tartaglione.

## Distribuzione
Il film è stato distribuito nelle sale italiane dal 23 settembre 2011 a cura della Eagle Pictures.

## Accoglienza
Paul Bompard - L'Internazionale: Mozzarella Stories è una storia di vita e morte, sesso, amore e odio, potere e denaro attorno all'oro bianco della Campania: la mozzarella di bufala.
Gianluca Arnone - La rivista del Cinematografo: Muoiono tutti. Eccezion fatta per il film: colorato, slabbrato, eccessivo. In una parola: vivo.
Anna Maria Pasetti - Ciak: Esondante di atmosfere tra il grottesco e il decadente, l'esordio di De Angelis offre uno sguardo inedito, sia per tema che per originalità formale.
Francesco Alberoni - Corriere della Sera: Gli artisti spesso intuiscono il senso dei tempi. Lo ha fatto De Angelis nel suo bellissimo e divertente Mozzarella Stories.
Emir Kusturica, in un'intervista a Il Venerdì de La Repubblica: De Angelis mi ha conquistato con il suo talento visionario.